# Firiza, Maramureș
Firiza (în maghiară Felsőfernezely) este o localitate componentă a municipiului Baia Mare din județul Maramureș, Transilvania, România.

## Așezare
Firiza este un cartier al municipiului Baia Mare și este situat la doar 10 km de centrul acestuia. Numele său denumește de asemenea și lacul de acumulare (apă potabilă și menajeră) din zonă. Lacul de acumulare Firiza a fost construit pentru alimentarea cu apă a municipiului, producerea energiei electrice și atenuarea viiturilor. Construit în 1964, este un baraj cu contraforți, având o înălțime de 51,5 m și o lungime la coronament de 260 m. Lacul de acumulare din spatele barajului are o lungime de 3 km și o lățime de 1 km și este populat cu păstrăvi și crapi. Peisajul este deosebit, pădurea de conifere și foioase din jur ajunge până la lac, iar dealuri din jur închid orizontul. Situat foarte aproape de orașul Baia Mare și lângă drumul către stațiunea Izvoare, lacul a devenit foarte popular în rândul excursioniștilor și al populației din Baia Mare, dornică de o oază de liniște și aer curat. 
În iulie 2019, din apele lacului au fost pescuiți câțiva pești din specia Pacu, înrudiți cu Piranha, originari din America de Sud. Nu se știe cum a ajuns această specie invadatoare în apele lacului.
Pe aici trece drumul către stațiunea „Izvoare” și către carierele de piatră Blidari (andezit). 

## Istoric
Numele vechi a localității este Ferneziul de Sus.
Prima atestare documentară: 1329 (Felsö-Fernezely). 

## Etimologie
Etimologia numelui localității: Din hidron. Firiza, cf. subst. firiz „ferăstrău” < magh. fürész „ferăstrău de mână" (< germ. Führsäge). 

## Demografie
La recensământul din 2011, populația era de 745 locuitori. 

## Monument istoric
- Biserica „Sf. Arhangheli Mihail și Gavril” (1824).

## Obiective turistice
- Rezervația naturală “Tăul lui Dumitru” (3 ha).
- Lacul Firiza
- Zona de agrement „Firiza”
- Căsuțele tradiționale maramureșene
- Satul Medieval Văratec, secolele XIV-XV
- Cascada Stur
- Cascada Văii Vâlcele
- Piatra Bulzului
- Piatra Șoimului

## Arii naturale protejate (de interes național)
Rezervația naturală suprapusă sitului Natura 2000 - Igniș, a fost declarată arie protejată prin Legea Nr. 5 din 6 martie 2000 publicată în Monitorul Oficial al României Nr. 152 din 12 aprilie 2000 (privind aprobarea planului de amenajare a teritoriului național - Secțiunea a III-a - arii protejate) și se întinde pe o suprafață de 3 hectare.
Aria protejată reprezintă o zonă umedă cu mlaștini oligotrofe) aflată în cresta principală a Munților Igniș, cu o bogată floră de turbărie, cu specii de: ruginare (Andromeda polifolia), rogoz (Carex acutiformis), afin (Vaccinium uliginosum), merișor (Vaccinium oxycoccus), bumbăcăriță (Eriophorum vaginatum), vuietoare (Empetrum nigrum), iarbă albastră (Molinia coerulea), țăpoșică (Nardus stricta), sclipeți (Potentilla erecta) sau mușchi din specia Sphagnum pylaisia.

## Personalități
- Lucian Mureșan (n. 1931), arhiepiscop al Arhieparhiei de Alba-Iulia și Făgăraș, cel mai înalt ierarh al BRU.